# Lata Mangeshkar
Lata Mangeshkar, właśc. Hema Mangeshkar (ur. 28 września 1929 w Indore w stanie Madhya Pradesh, zm. 6 lutego 2022 w Mumbaju) – indyjska piosenkarka, której głos użyczany był wielokrotnie w przemyśle filmowym, Honorowa Obywatelka Surinamu (1980).
Lata pierwsze lekcje muzyki brała u ojca. W wieku pięciu lat zaczęła pracować u ojca jako aktorka w dramatach muzycznych. Muzyka wywierała na niej silne wrażenie. Jej ojciec, Pandit Deenanath Mangeshkar, był piosenkarzem i aktorem teatralnym. Rodzina zmieniła nazwisko z Hardikar na Mangeshkar ze względu na rodzinne miasto – Mangeshi w Goa. Lata miała na imię „Hema”, jednak imię zmieniono jej na „Lata”, które wzięło się od „Latika” – postaci granej przez jej ojca w BhaawBandhan.
Mangershkar rozpoczęła karierę w 1942 roku. Zaśpiewała w ponad 980 filmach bollywoodzkich (piosenki śpiewane w ponad dwudziestu regionalnych językach indyjskich, ale przede wszystkim w hindi). Jest starszą siostrą również znanej Ashy Bhosle i mniej znanych piosenkarzy, brata Hridayanath Mangheshkar i siostry Usha i Meena Mangheshkar.
Lata Mangeshkar jest drugą wokalistką, która otrzymała Order Bharat Ratna – najwyższe cywilne odznaczenie w Indiach. Była wpisana do Księgi Rekordów Guinnessa, gdyż uzyskała największą liczbę nagrań na świecie od 1974 do 1991 roku. Zapisano w Księdze, że Lata ma na swoim koncie co najmniej 25 tys. utworów solowych, duetów, chóralnych. Z biegiem lat niektórzy uważali tę liczbę za przesadzoną, twierdząc, że siostra Laty – Asha Bhosle – miała ich więcej.

## Odznaczenia i nagrody
- Oficer Orderu Narodowego Legii Honorowej (Francja, 2007)
- Order Bharat Ratna (Indie, odznaczenie federalne, 2001)
- Order Padma Vibhushan (Indie, odznaczenie federalne, 1999)
- Maharashtra Bhushan (Maharashtra, 1997)
- Avadh Samman (Uttar Pradesh)
- Order Padma Bhushan (Indie, odznaczenie federalne,1969)
- ANR National Award